# Igor Cuznar
Igor Cuznar, né le 22 février 1978, est un coureur slovène du combiné nordique, membre du club SK Triglav Kranj. Il est médaillé de bronze par équipes lors du championnat du monde junior 1996 et médaillé d'argent par équipes deux ans plus tard, lors de ces mêmes Championnats. 

## Biographie
En 1996, à Asiago (Italie), il a remporté la médaille de bronze du Championnat du monde junior par équipes, en compagnie de Rolando Kaligaro et de Roman Perko. En 1998, à Saint-Moritz, avec Gorazd Robnik, Jure Kosmač et Marko Šimić, c'est la médaille d'argent dudit Championnat du monde junior par équipes qu'il décroche. 
Le 2 mars 1997, à Courchevel, Cuznar a pris la deuxième place d'une épreuve de Coupe du monde B de combiné nordique.